# Carex arcta
Carex arcta Boott es una especie de planta herbácea de la familia de las ciperáceas.

## Descripción
Esta especie produce densos racimos de tallos erguidos que alcanzan hasta unos 80 centímetros de altura máxima. Las hojas son de color verde pálido a grisáceo, planas, y de color rojizo o salpicada de púrpura las vainas en la base. La inflorescencia es un denso y oblongo grupo de 15 espigas de flores, cada grupo de hasta 3 o 4 centímetros de largo y cada uno de los picos de hasta un centímetro de longitud. El fruto está envuelto en un saco llamado perigynium que es de color verdoso y nervaduras de color rojizo con una punta.

## Distribución y Hábitat
Es nativa del norte de América del Norte incluyendo la mayoría de Canadá y el norte de los Estados Unidos. Crece en zonas húmedas, especialmente en los bosques de coníferas.

## Taxonomía
Carex arcta fue descrita por Francis M.B. Boott y publicado en Illustrations of the Genus Carex 4: 155, pl. 497. 1867.
Etimología
Ver: Carex
arcta; epíteto latino que significa "del norte".
Sinonimia
- Carex arcta var. oregana (L.H.Bailey) B.Boivin
- Carex canescens var. oregana L.H.Bailey
- Carex canescens var. polystachya Boott
- Carex heleonastes var. scabriuscula Kük.
- Carex kunzei Olney ex A.Gray[3][4][5]